# 博氏錫伯鯰
博氏錫伯鯰，為輻鰭魚綱鯰形目北非鯰科的其中一種，分布於非洲安哥拉Quanza河、Bengo河流域，體長可達24公分，棲息在底層水域，屬肉食性，生活習性不明。

## 擴展閱讀
維基物種上的相關：博氏錫伯鯰